# Peucetia rubrolineata
Peucetia rubrolineata là một loài nhện trong họ Oxyopidae.
Loài này thuộc chi Peucetia. Peucetia rubrolineata được Eugen von Keyserling miêu tả năm 1877.